# Guerra de les Black Hills
La Guerra de les Black Hills fou un conflicte armat que va enfrontar els lakota i els xeiene amb l'exèrcit dels Estats Units entre els anys 1876 i 1877, en el context de les Guerres índies. S'han fet interpretacions divergents sobre quina tribu era el principal objectiu a batre, cosa que ha portat a denominar aquest conflicte com Gran guerra sioux o bé Gran guerra xeiene.

## Antecedents
Amb el descobriment d'or en les Black Hills, els colons van començar a envair a terres americanes natives, mentre el govern federal pressinava als nadius de mantenir-se a la reserva sioux. Tradicionalment, els militars i els historiadors dels Estats Units col·loquen els Lakota al centre de la història, especialment tenint en compte els seu nombre, però alguns indis americans creuen que els Xeiene eren l'objectiu principal de la campanya dels Estats Units, una interpretació alternativa que fa que els nadius americans l'anomenin "La Gran Guerra Cheyenne".

## La guerra
La primera incursió a principis de març del mateix any va anar bé. George Crook va confiar a Coronel Joseph J. Reynolds l'expedició de Big Horn per localitzar i atacar un poble al riu Powder en territori de Montana, però l'acció no es va desenvolupar segons el previst, i la possibilitat d'una victòria fonamental es va evaporar a causa d'errors, obligant Reynolds a dimitir en un consell de guerra. Crook estava decidit a no permetre que això tornés a passar.
El General Crook va deixar Fort Fetterman, al territori de Wyoming el 29 de maig de 1876 amb una columna de poc menys de 1.000 soldats del segon i tercer de cavalleria i quart i novè d'infanteria per mirar d'encerclar els guerrers hostils de les planes del nord, però amb les forces dividides, els atacs dels indis els van superar a la batalla de Rosebud i es van haver de retirar.
Entre les moltes batalles i escaramusses de la guerra va ser la batalla de Little Bighorn, coneguda per ser el darrer combat de Custer, la més coneguda de les moltes trobades entre l'exèrcit nord-americà i els genets indis de les planes. En tot cas, pels indis fou una victòria efímera, perquè els soldats van tornar, en molt major nombre i molt ben armats. Durant tot l'hivern de 1876-1877, els soldats empaitaren els Sioux i Xeiene per tot el territori. Dos anys després de la batalla, la majoria dels indis de les planures havien estat acorralats, obligats a quedar-se a les reserves o havien fugit al Canadà. La Gran Guerra Sioux va tenir lloc sota les Presidències de Ulysses S. Grant i Rutherford B. Hayes.

## Conseqüències
L'acord de 1877 va annexar oficialment les terres dels Gran Nació Sioux i va establir de forma permanent les reserves indígenes.